# Пауки-цибеиды
Пауки-цибеиды (лат. Cybaeidae) — семейство аранеоморфных пауков из надсемейства Dictynoidea. Насчитывают 177 видов, объединяемых в 10 родов. Наиболее известный представитель семейства — паук-серебрянка (Argyroneta aquatica).

## Таксономия и распространение
В настоящее время в составе семейства выделяют 10 родов:
- Argyroneta Latreille, 1804 — Палеарктика; единственный вид — Водяной паук (Argyroneta aquatica)
- Cedicoides Charitonov, 1946 — 4 вида, Средняя Азия;
- Cedicus Simon, 1875 — 5 видов, Восточное Средиземноморье, Гималаи, Бирма, Япония;
- Cybaeina Chamberlin et Ivie, 1932 — 4 вида, США;
- Cybaeota Chamberlin et Ivie, 1933 — 4 вида, США, Канада;
- Cybaeozyga Chamberlin et Ivie, 1937 — 1 вид, США;
- Cybaeus Koch, 1868— около 150 видов, распространённых в Евразии и Америке;
- Paracedicus Fet, 1993 — 5 видов, Туркменистан, Азербайджан, Израиль;
- Symposia Simon, 1898 — 6 видов, Венесуэла, Колумбия;
- Vagellia Simon, 1899 — 1 вид, Суматра.